# Noc amerykańska (film)
Noc amerykańska (fr. La nuit américaine) – francusko-włoska tragikomedia z 1973 roku w reżyserii François Truffauta. Zdjęcia kręcono w Nicei.

## Fabuła
Trwa realizacja filmu "Przedstawiam wam Pamelę", reżyserowanego przez uznanego filmowca Ferranda. Jednak ich problemy osobiste zmieniają kształt filmu: amerykańska aktorka Julie zaczyna mieć depresję, jej partner Alphonse grymasi jak dziecko, stara aktorka Severine nie pamięta swoich kwestii i zaczyna pić.

## Główne role
- Jacqueline Bisset - Julie
- Valentina Cortese - Severine
- Dani - Liliane
- Alexandra Stewart - Stacey
- Jean-Pierre Aumont - Alexandre
- Jean Champion - Bertrand
- Jean-Pierre Léaud - Alphonse
- François Truffaut - reżyser Ferrand
- Nike Arrighi - Odile
- Nathalie Baye - Joelle
- David Markham - Doktor Nelson
- Bernard Menez - Bernard
- Gaston Joly - Lajoie
- Zénaïde Rossi - Madame Lajoie

## Nagrody i nominacje
- Oscary za rok 1973
  - Najlepszy film nieanglojęzyczny
- Oscary za rok 1974
  - Najlepsza aktorka drugoplanowa - Valentina Cortese (nominacja)
  - Najlepsza reżyseria - François Truffaut (nominacja)
  - Najlepszy scenariusz oryginalny - François Truffaut, Jean-Louis Richard, Suzanne Schiffman (nominacja)
- Nagroda BAFTA 1974
  - Najlepszy film
  - Najlepsza reżyseria - François Truffaut
  - Najlepsza aktorka drugoplanowa - Valentina Cortese
- Złote Globy 1973
  - Najlepszy film zagraniczny (nominacja)
  - Najlepsza aktorka drugoplanowa - Valentina Cortese (nominacja)